# Eleonora Gasparrini
Pour les articles homonymes, voir Gasparini.
Eleonora Camilla Gasparrini, née le 25 mars 2002 à Turin est une coureuse cycliste italienne, membre de l'équipe UAE Team ADQ depuis 2023. Active sur route et sur piste, elle est notamment championne d'Europe sur route juniors, championne d'Europe d'omnium juniors et championne d'Europe de poursuite par équipes juniors et espoirs.

## Biographie
Les parents d'Eleonora Gasparrini étaient des cyclistes amateurs passionnés de ce sport. Elle-même a commencé à faire du vélo dans la banlieue turinoise de Piossasco. Un voisin qui a fondé l'équipe cycliste Team Nonese a demandé à Gasparrini de l'aider à encadrer de jeunes coureurs. Elle pratique alors l'athlétisme et le cyclisme jusqu'à ce qu'elle décide de se concentrer uniquement sur le vélo. En 2017, elle participe au Festival olympique d'été de la jeunesse européenne à Győr, en Hongrie, où elle termine quatrième de la course sur route. 
En 2019, aux mondiaux sur piste chez les juniors (moins de 19 ans), elle devient championne du monde de poursuite par équipes et décroche l'argent sur l'omnium. Aux championnats d'Europe juniors de la même année, elle remporte les titres sur la poursuite par équipes, ainsi que l'omnium et termine troisième de la course à l'américaine. Toujours en 2019, elle est devenue double championne d'Italie sur route juniors. L'année suivante, à Plouay, elle est sacrée au sprint Championne d'Europe sur route juniors, puis est à domicile vice-championne d'Europe de poursuite par équipes juniors.
Quelques mois après avoir signé son premier contrat avec l'équipe italienne Valcar-Travel Service, elle termine à la 3e place de la Drentse 8 van Westerveld le 22 octobre 2021, son premier podium en tant que coureuse professionnelle. Elle récidive le lendemain sur le Tour de Drenthe.  Aux championnats d'Europe sur piste espoirs (moins de 23 ans), elle décroche le titre de la poursuite par équipe avec Chiara Consonni, Martina Fidanza et Silvia Zanardi. Au printemps 2022, elle termine quatrième de la Ronde de Mouscron.

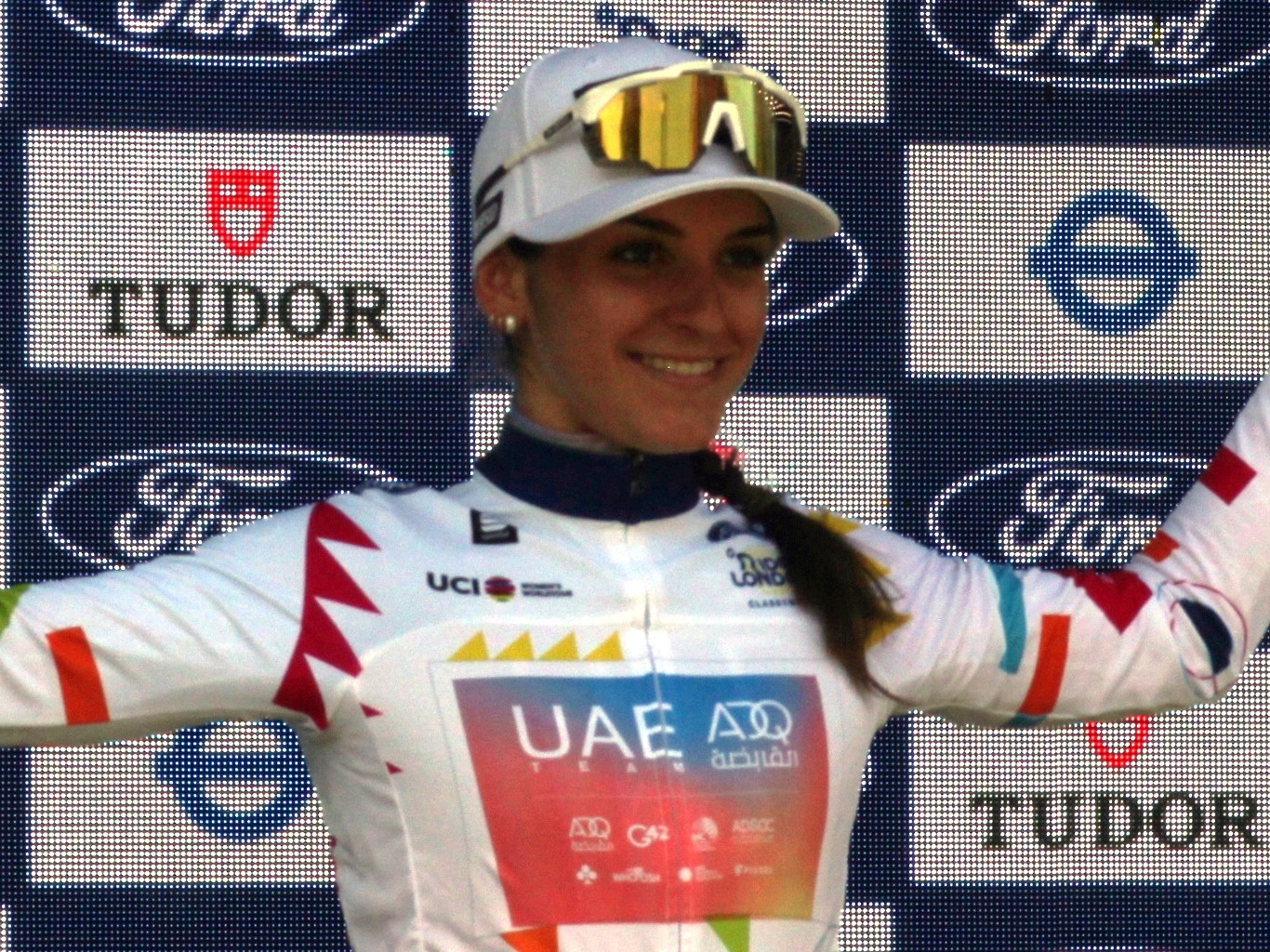
À la RideLondon-Classique

À la Classique féminine de Navarre, Eleonora Gasparrini est quatrième. À la RideLondon-Classique, Eleonora Gasparrini est cinquième des deux premières étapes et termine quatrième du classement général. Au Tour de Suisse, Eleonora Gasparrini est troisième du sprint de la première étape. Elle remporte la dernière étape.

## Palmarès sur piste

### Championnats du monde
| Édition / Épreuve                   | Poursuite par équipes | Omnium |
| Francfort-sur-l'Oder 2019 (juniors) | Or                    | Argent |

### Championnats d'Europe
| Édition / Épreuve                 | Poursuite par équipes                  | Américaine | Omnium |
| Gand 2019 (juniors)               | Or                                     | Bronze     | Or     |
| Fiorenzuola d'Arda 2020 (juniors) | Argent                                 |            |        |
| Apeldoorn 2021 (espoirs)          | Or (avec Consonni, Fidanza et Zanardi) |            |        |
| Anadia 2022 (espoirs)             | Or (avec Zanardi, Guazzini et Vitillo) |            |        |

## Palmarès sur route

### Par année
- 2019
  -  Championne d'Italie sur route juniors
  -  Championne d'Italie du contre-la-montre juniors
- 2020
  -  Championne d'Europe sur route juniors
- 2021
  - 3e du Trophée Antonietto Rancilio
  - 3e de la Drentse 8 van Westerveld
  - 3e du Tour de Drenthe
- 2022
  -  Championne d'Italie sur route espoirs
  - MerXem Classic
  - 3e du Tour de la Semois
- 2023
  - 3e étape du Tour de Suisse
  - 4e de la RideLondon-Classique
  - 9e du championnat d'Europe sur route espoirs
- 2024
  -  Championne d'Italie sur route espoirs
  - Trofeo Binissalem-Andratx
  - La Classique Morbihan
  - Grand Prix Stuttgart & Region
  -  Médaillée de bronze du championnat d'Europe sur route espoirs
  - 3e du Gran Premio della Liberazione
  - 6e de l'Amstel Gold Race
  - 6e de la Classic Lorient Agglomération
  - 8e de la RideLondon-Classique
- 2025
  - Grand Prix du Morbihan Femmes
  - 6e du Circuit Het Nieuwsblad

### Résultats sur les grands tours

#### Tour de France
3 participations
- 2022 : non-partante ([[6e étape du Tour de France Femmes 2022|6e étape]])
- 2023 : 32e
- 2025 : non partante ([[4e étape du Tour de France Femmes 2025|4e étape]])

#### Tour d'Italie
2 participations
- 2024 : 35e
- 2025 : 50e

### Classements mondiaux
| Année                                 | 2021 | 2022 | 2023 | 2024 |
| ------------------------------------- | ---- | ---- | ---- | ---- |
| Classement UCI                        | 68e  | 59e  | 49e  | 25e  |
| UCI World Tour                        | 47e  | 70e  | 52e  | 40e  |
|                                       |      |      |      |      |
| Légende : nc = non classéSource : UCI |      |      |      |      |